# هیلاری سوانک
هیلاری آن سوانک (به انگلیسی: Hilary Ann Swank) (زاده ۳۰ ژوئیه ۱۹۷۴) هنرپیشه و تهیه‌کننده اهل آمریکا است. وی برنده ۲ جایزه اسکار بهترین بازیگر نقش اصلی زن برای فیلم‌های محبوب میلیون دلاری و پسرها گریه نمی‌کنند است.
مهم‌ترین نقشهای اصلی سوانک در چهار فیلم پسرها گریه نمی‌کنند، بی‌خوابی، محبوب میلیون دلاری و آملیا بوده است. او پس از گرفتن جایزه اسکار در سال ۱۹۹۹ می‌توانست مسیر ستاره شدن را بپیماید، اما با «گزیده‌کاری و کم‌کاری» راهی متفاوت را در پیش گرفت. بیشتر شخصیت‌هایی که او نقش آن‌ها را در فیلمها ایفا کرده است، دارای شخصیت‌هایی قوی می‌باشند. شخصیت «مگی فیتزجرالد» در محبوب میلیون دلاری یا برندون تینا در پسرها گریه نمی‌کنند یا «کاراگاه الیبور» در فیلم بی‌خوابی و نقش آملیا ارهارت خلبان زن معروف آمریکایی در فیلم آملیا همه شخصیت‌های قدرتمند و سرسخت دارند.

## زندگی
هیلاری آن سوانک در ۳۰ ژوئیه ۱۹۷۴ در لینکلن، در ایالت نبراسکا به دنیا آمد.
استعداد هنری هیلاری سوانک نخست بار در کودکی توسط تهیه‌کننده‌های به نام سوزی ساچس کشف شد. او در نمایش کتاب جنگل در نقش موگلی بازی کرد و هم‌زمان در نمایشهای محلی و تئاترهای مدرسه نیز بازی می‌کرد.
هیلاری و مادرش در سال ۱۹۹۰ به لس آنجلس، کالیفرنیا کوچیدند. جایی که وی توانست وارد سینمای حرفه‌ای شود. او با بازی در فیلم‌های بافی، قاتل خون‌آشام و کاراته‌کید بعدی به موفقیت کوچکی در عرصه بازیگری دست یافت.
سوانک خود را یک هنرپیشه و نه یک شخص مشهور (celebrity) می‌نامد. او گفته است که به عالم معنوی معتقد است اما در دین مشخصی جای نمی‌گیرد.
هیلاری سوانک به خاطر آماده شدن برای نقش‌هایش در فیلم‌ها، مثلاً افزایش ۹ کیلوگرم ماهیچه برای دختر میلیون دلاری یا بازی در پسرها گریه نمی‌کنند با مشکلات سلامتی جدی نظیر بالا رفتن سطح جیوه در بدنش مواجه شد. او چند هفته قبل از فیلم‌برداری پسرها گریه نمی‌کنند موهای سرش را تراشید و لباس‌های پسرانه پوشید و به میان اجتماع‌های پسرانه رفت و جالب این که اکثراً فریب ظاهر و رفتار وی را می‌خوردند. او می‌گوید برای باورپذیر کردن نقش‌هایش هر کاری خواهد کرد. بازوی هیلاری هنگام بازی در کوکب سیاه زخمی برداشت که اثرش باقی مانده است اما او زخم‌های بدنش را «نشانه‌هایی از اینکه ما زنده‌ایم و انسان هستیم و بدنمان خون‌ریزی می‌کند» توصیف کرده است.

## تهیه‌کنندگی
سوانک علاوه بر بازیگری به تهیه‌کنندگی هم می‌پردازد. وی اخیراً حق امتیاز ساخت فیلمی به نام هر چیز عاریه‌ای را از روی رمانی به همین نام، نوشته امیلی جیفین به دست آورده است.
او همچنین حق امتیاز کتاب خانم‌های فرانسوی چاق نمی‌شوند را خریده است و به زودی تهیه فیلمی از روی آن را آغاز خواهد کرد.

## زندگی خصوصی
هیلاری با چاد لو که با هم در فیلمی در سال ۱۹۹۲ هم‌بازی بودند آشنا شده بود و این دو در ۲۸ سپتامبر ۱۹۹۷ با یکدیگر ازدواج کردند. آن‌ها پس از ۸ سال زندگی مشترک از یکدیگر جدا شدند. سوانک در مصاحبه‌هایش اعتیاد شوهرش را عامل جدایی‌شان دانست. یک سال پس از جدایی از لو وی در رم همراه با مدیر برنامه‌هایش، جان کمپیسی قرارهای عشقی گذاشته بود و به سرعت شایعه یک رابطه عشقی میان آن دو شدت گرفت. اما هیلاری سوانک در مصاحبه‌هایش اعلام کرد که رابطه آن‌ها شغلی است.

## نکات خواندنی
- بلیتهای صندلی کنار وی در مراسم اسکار سال ۲۰۰۵ به قیمت ۳۰٬۰۰۰ دلار آمریکا خریداری شده بود. جالب اینجاست که بلیت‌های مراسم اسکار اصلاً فروشی نیستند.[۱۳]
- هیلاری سوانک برای بازی در فیلم پسرها گریه نمی‌کنند روزی ۷۵ دلار دستمزد می‌گرفت.[۱۴]
- او اولین زنی است که برای ایفای نقش یک بوکسور زن جایزه اسکار دریافت کرده است.
- هر دو نقشی که به خاطرشان جایزه اسکار گرفت، نیازمند تغییرات عمده جسمی بودند.
- او گیاه‌خوار است.

## بخشی از جوایز

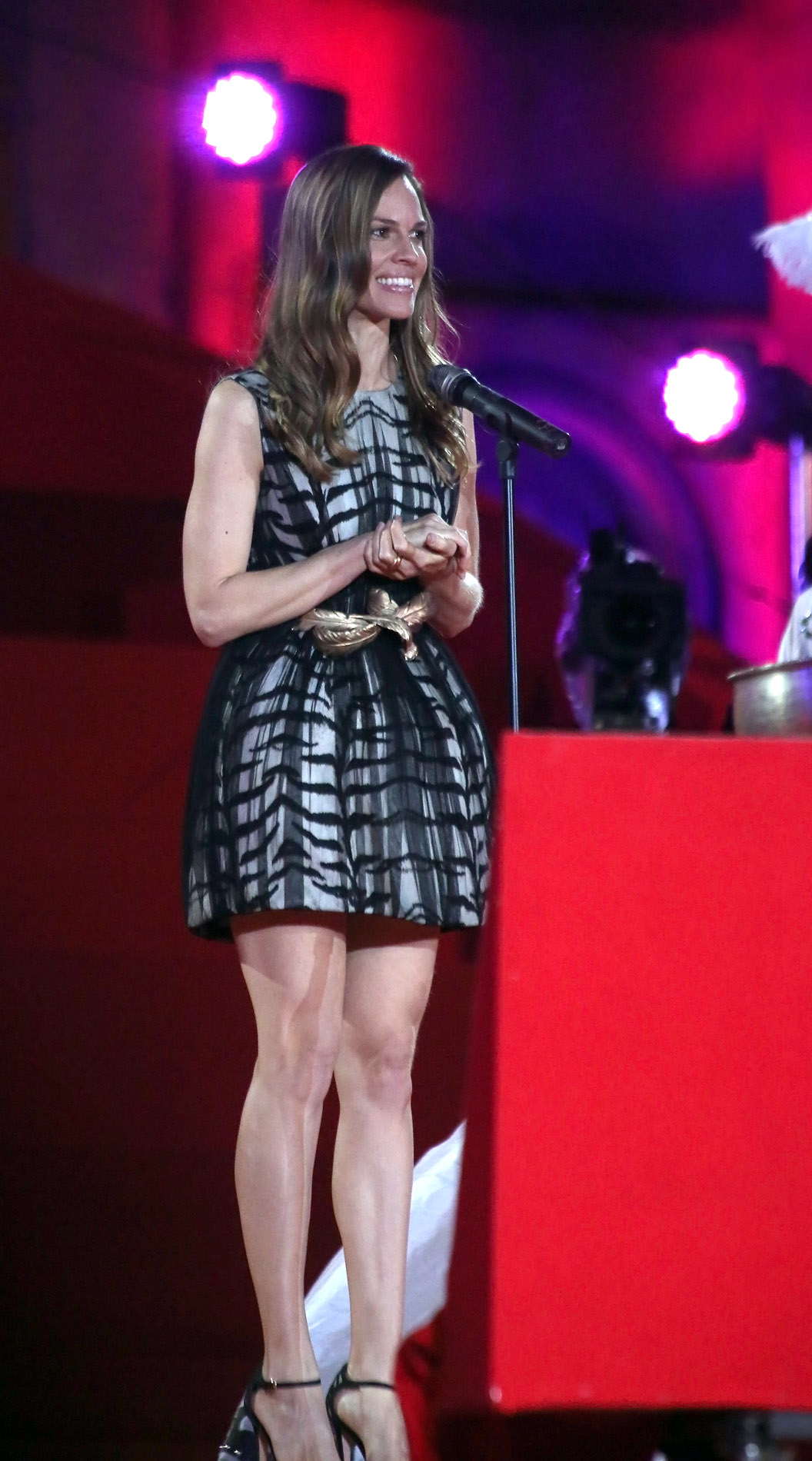
در سال ۲۰۱۳

- جایزه اسکار بهترین بازیگر نقش اول زن (۱۹۹۹)
- جایزه اسکار بهترین بازیگر نقش اول زن (۲۰۰۴)
- جایزه گلدن گلوب بهترین بازیگر زن فیلم درام (۲۰۰۴)
- جایزه گلدن گلوب بهترین بازیگر زن فیلم درام (۱۹۹۹)
- عملکرد فوق‌العاده توسط یک بازیگر نقش اول زن در نقش اصلی (۲۰۰۴)
- نامزد عملکرد فوق‌العاده توسط یک بازیگر نقش اول زن در نقش اصلی (۲۰۱۰)
- نامزد عملکرد فوق‌العاده توسط یک بازیگر نقش اول زن در نقش اصلی (۱۹۹۹)
- جایزه حلقه منتقدان فیلم نیویورک برای بهترین بازیگر نقش اول زن (۱۹۹۹)
- جایزه انجمن بازیگران فیلم برای بهترین بازیگر نقش اول زن (۲۰۰۴)
- فهرست ستاره‌های پیاده‌رو شهرت هالیوود
- کاندیدای بفتای بهترین بازیگر نقشاول زن برای فیلم پسرها گریه نمی‌کنند در سال ۲۰۰۰

## فیلم‌شناسی

در سال ۱۹۹۸

### گزیده آثار سینمایی
- بافی قاتل خون‌آشام‌ها (۱۹۹۲)
- کمپ وحشی (۱۹۹۳–۱۹۹۲)
- بچه کاراته‌کار بعدی (۱۹۹۴)
- بورلی هیلز، ۹۰۲۱۰ (۱۹۹۸–۱۹۹۷)
- گاهی برمی‌گردند... دوباره (۱۹۹۶)
- تقلب (۱۹۹۶)
- روزهای آرام در هالیوود (۱۹۹۷)
- هارت‌وود (۱۹۹۸)
- پسرها گریه نمی‌کنند (۱۹۹۹)
- هدیه (۲۰۰۰)
- تست (۲۰۰۰)
- رویداد گردنبند (۲۰۰۱)
- بی‌خوابی (۲۰۰۲)
- ۱۱:۱۴ (۲۰۰۳)
- هسته (۲۰۰۳)
- غبار سرخ (۲۰۰۴)
- محبوب میلیون دلاری (۲۰۰۴)
- فرشته‌های آرواره آهنین (۲۰۰۴)
- کوکب سیاه (۲۰۰۶)
- امتحان ایمان (۲۰۰۷)
- نویسندگان آزادی (۲۰۰۷)
- پی‌نوشت: دوستت دارم (۲۰۰۷)
- پرندگان آمریکا (۲۰۰۸)
- آملیا (۲۰۰۹)
- محکومیت (۲۰۱۰)
- ساکن (۲۰۱۱)
- شب سال نو (۲۰۱۱)
- مری و مارتا (۲۰۱۳)
- مرد خانه (۲۰۱۴)
- تو تنها نیستی (۲۰۱۴)
- اسپارک (۲۰۱۶)
- لوگان خوش‌شانس (۲۰۱۷)
- ۵۵ قدم (۲۰۱۷)
- آنچه آنها داشتند (۲۰۱۷)
- من مادر هستم (۲۰۱۹)
- بوجک هورسمن (۲۰۱۹)
- شکار (۲۰۲۰)
- فاتال (۲۰۲۰)
- مادر خوب (۲۰۲۳)
- فرشتگان معمولی (۲۰۲۴)